# Canela

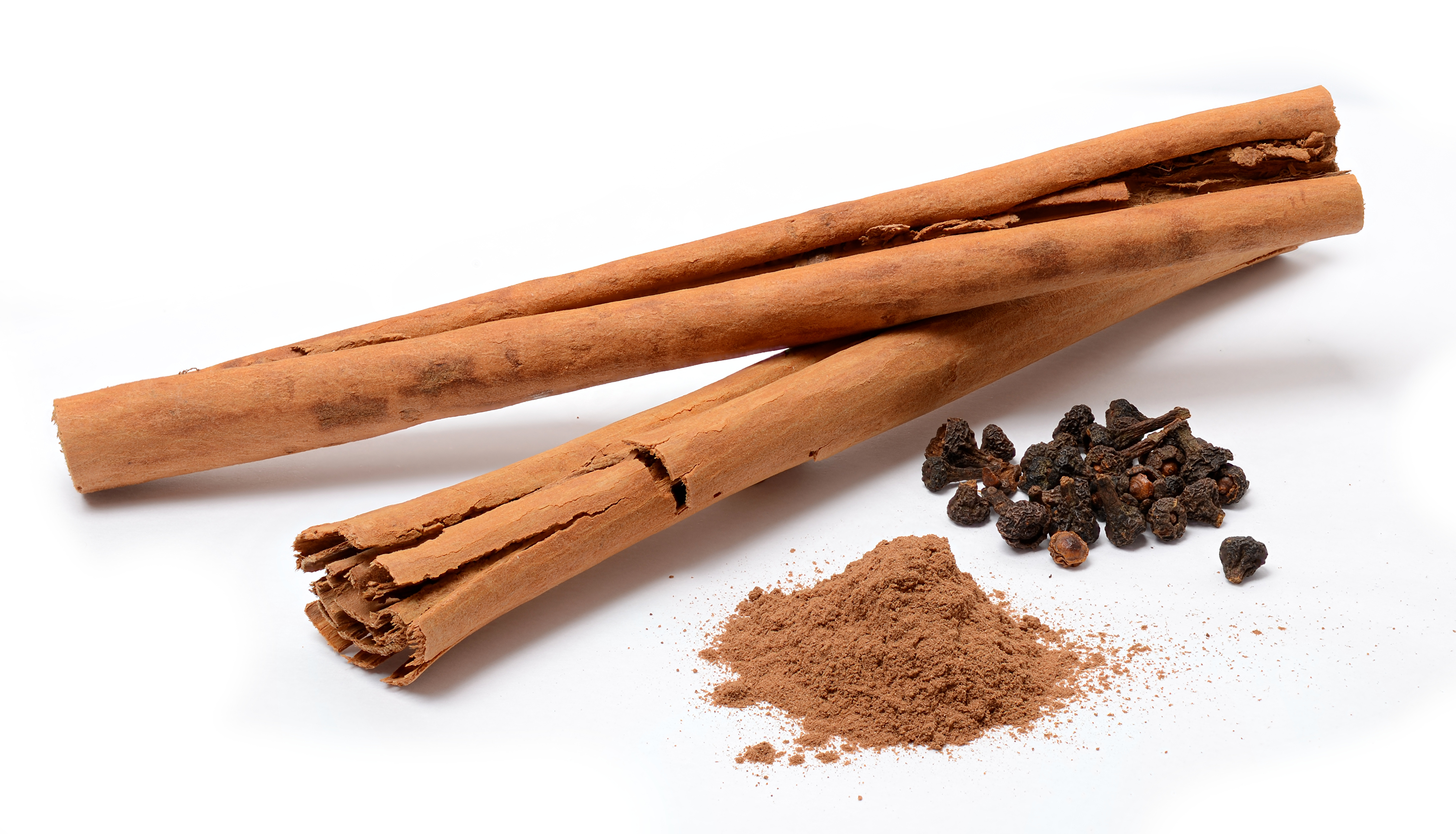
Pau-de-canela, canela em pó e flores secas de Cinnamomum verum.

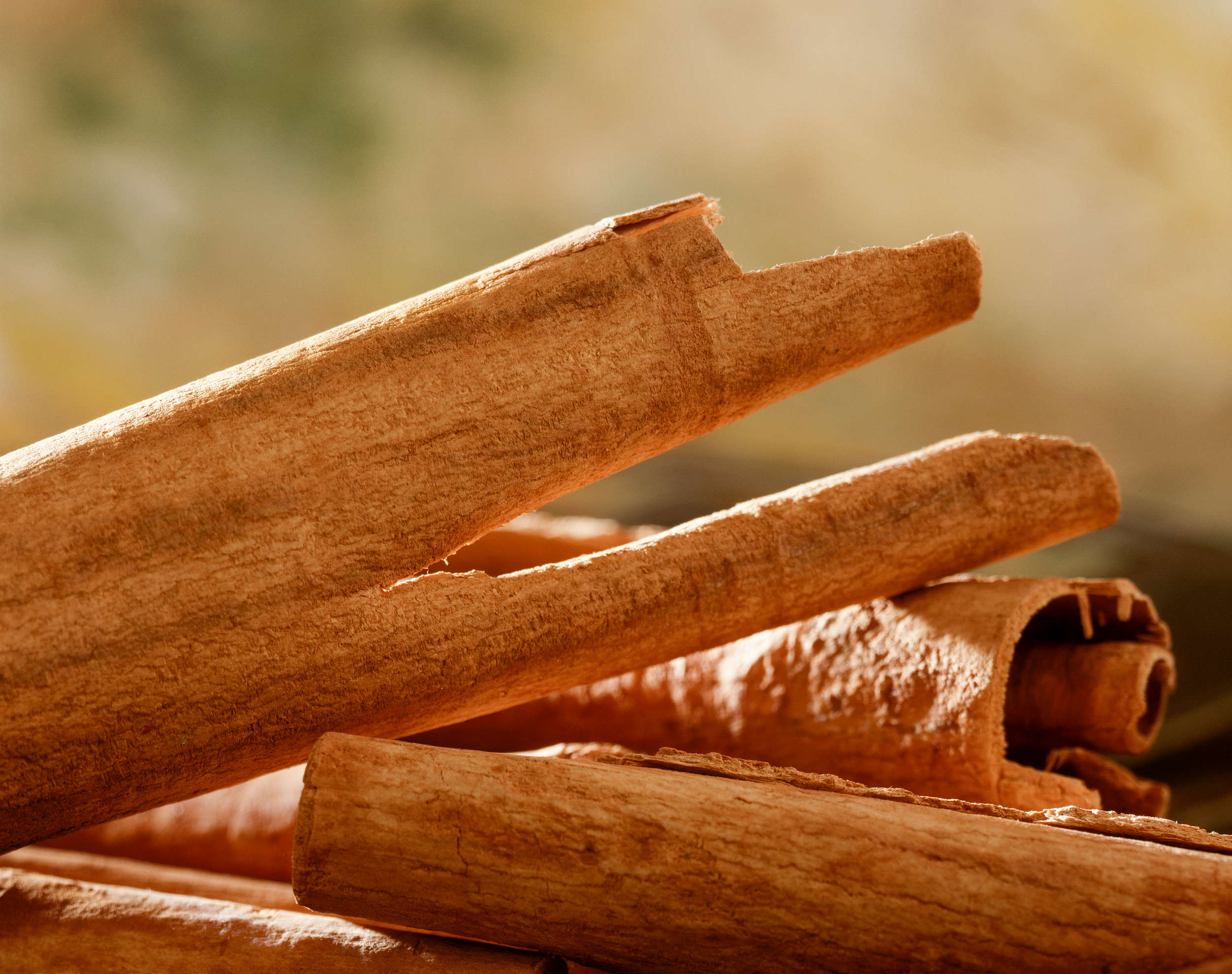
Canela em estado natural.

Canela é uma especiaria obtida a partir da casca interna de várias espécies de árvores do género Cinnamomum (família Lauraceae), usado tanto em alimentos doces como em salgados. O termo "canela" também se refere à cor acastanhada da especiaria depois de moída. A canela obtida a partir da espécie Cinnamomum verum é frequentemente considerado como "canela verdadeira", mas a maioria das canelas que circulam no comércio internacional são derivadas de espécies relacionadas, em especial de Cinnamomum cassia, a "cássia". Por serem utilizadas na produção da especiaria homônima, canela é o nome comum de mais de uma dezena de espécies do género Cinnamomum e das especiarias produzidas a partir do seu ritidoma. Apenas algumas espécies de Cinnamomum são cultivadas comercialmente para produção das especiarias.

## Etimologia
A palavra em Português "canela" deriva diretamente do Latim, cannella, diminutivo de canna (tubo, cano), originada na forma que a canela assume quando, após sua extração, a casca enrola-se formando pequenos cilindros.

## Efeito na saúde
Um estudo desenvolvido pela Associação Americana do Coração mostrou que a canela pode diminuir o risco de danos cardiovasculares causados por uma dieta rica em gordura, ativando moléculas antioxidantes e anti-inflamatórias do corpo. No estudo, investigadores alimentaram ratos durante 12 semanas com uma dieta rica em gordura acompanhada de suplementos de canela. No final das 12 semanas verificaram que os ratos pesavam menos, tinham menos gordura abdominal e níveis mais saudáveis de açúcar, insulina e gordura no sangue em comparação com outro grupo de ratos que não receberam a canela com os alimentos ricos em gordura. Os ratos alimentados com canela apresentaram também menos moléculas envolvidas no processo de armazenamento de gordura no corpo e mais moléculas antioxidantes e anti-inflamatórias que protegem o organismo dos danos do estresse.